# Cenopalpus xini
Cenopalpus xini är en spindeldjursart som beskrevs av Ma och Li 1984. Cenopalpus xini ingår i släktet Cenopalpus och familjen Tenuipalpidae. Inga underarter finns listade i Catalogue of Life.